# Battaglia di Fariskur (1250)
La battaglia di Fariskur è stata l'ultima grande battaglia della settima crociata. La battaglia fu combattuta il 6 aprile 1250, tra i crociati guidati dal re Luigi IX di Francia (poi Saint Louis) e le forze egiziane guidate da Turanshah della dinastia Ayyubide. A seguito di una precedente sconfitta dei crociati nella battaglia di Mansura, Fariskur risultò una sconfitta completa dell'esercito crociato e la cattura di Luigi IX.

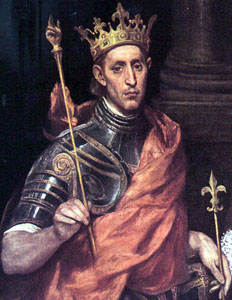
Luigi IX